# Ancistrocerus acanthopus
Ancistrocerus acanthopus är en stekelart som beskrevs av Cameron. Ancistrocerus acanthopus ingår i släktet murargetingar, och familjen Eumenidae. Inga underarter finns listade i Catalogue of Life.